# Oculina varicosa
Oculina varicosa is een rifkoralensoort uit de familie van de Oculinidae. De wetenschappelijke naam van de soort is voor het eerst geldig gepubliceerd in 1821 door Lesueur.